# Giovanni Ducas
Giovanni Angelo Ducas (in greco Ιωάννης Δούκας?, Iōannēs Doukas; 1126 – 1200) fu un generalissimo dell'Impero bizantino.
Settimogenito di Costantino Angelo e di Teodora Comnena, era nipote dell'imperatore Alessio I Comneno e dell'imperatrice Irene Ducas. Già generale dell'Impero, divenne generalissimo dell'esercito bizantino occidentale nel dicembre del 1155.

## Biografia

### Campagna d'Italia

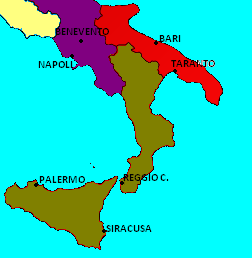
Le conquiste di Manuele I Comneno in rosso, e le conquiste del Papa in viola, e il Regno normanno in verde (1156).

Manuele I Comneno gli affidò - assieme a Michele Paleologo - la spedizione in Italia. Il compito di Giovanni e Michele era quello di mettersi in contatto con i baroni pugliesi, o con Federico Barbarossa se questi fosse stato ancora in Italia, allo scopo di stabilire un'alleanza con l'Impero bizantino tesa a sconfiggere il Regno di Sicilia.
Appena Michele e Giovanni arrivarono in Italia, vennero a sapere che Federico si trovava ad Ancona ed era pronto a riceverli. L'imperatore germanico si mostrò disposto a schierarsi coi Bizantini, ma i suoi baroni si rifiutarono di continuare la campagna in Italia, a causa delle difficili condizioni ambientali (il forte sole procurava malattie alla pelle dei loro soldati, malattie acuite dalla presenza di troppi insetti). Con rammarico, Federico si vide costretto a dire di no a Michele e a Giovanni, che poi provvidero a informare Manuele.
I baroni e i ribelli nel sud Italia si allearono con l'Impero bizantino. Gli eserciti congiunti conquistarono facilmente Bari, che, abitata da Greci insofferenti del dominio palermitano, aprì le porte a Giovanni. Le cose per la corona degli Altavilla peggiorarono quando l'esercito rimasto fedele a Guglielmo d'Altavilla fu decimato nei pressi di Andria e i cittadini di questa città aprirono le porte ai Bizantini.
Papa Adriano IV seguì soddisfatto il procedere degli eventi, preferendo agli Altavilla i Bizantini come vicini, e contando su qualche allargamento territoriale. Le trattative per un'alleanza con l'esercito bizantino furono avviate verso la fine dell'estate del 1155. Il papa arruolò dei mercenari campani, e il 29 settembre si mise in marcia col suo esercito. Questo atto marcò la prima volta in un secolo (dallo scisma d'Oriente) in cui un imperatore bizantino aveva formato una lega con il papa. I vassalli pugliesi promisero fedeltà all'imperatore di Bisanzio, ringraziandolo per gli aiuti che avevano ricevuto. La lega tra forze pontificie e bizantine conquistò in breve tempo tutta la Puglia e la Campania. Nel dicembre del 1155 Michele Paleologo morì durante l'assedio di Brindisi, e Giovanni venne promosso a generalissimo.
Ai primi del 1156 Guglielmo, riorganizzato il proprio esercito, attraversò lo stretto con le sue forze terrestri, mentre la sua marina puntò su Brindisi, assediata dai Bizantini. Quando si sparse la notizia che Guglielmo stava avanzando, qualche barone fuggì con i suoi uomini; i mercenari, avendo scelto il momento più difficile della campagna per chiedere il raddoppio del compenso e avendo ricevuto una risposta negativa, disertarono in massa. Anche Roberto di Loritello disertò. Giovanni Ducas si trovò con un esercito drasticamente ridottosi ad affrontare un esercito molto più numeroso del suo, e fu sconfitto 28 maggio e fatto prigioniero con i suoi uomini, mentre le navi bizantine vennero catturate con grandi quantità d'oro ed argento. Guglielmo ebbe pietà di Giovanni e dei suoi soldati bizantini, e li lasciò tornare in patria, ma non ebbe la stessa pietà per i suoi sudditi ribelli, che furono condannati a morte.

### La battaglia di Miriocefalo e la nomina a sebastocratore
Nel 1176 partecipò insieme all'imperatore Manuele I alla battaglia di Miriocefalo, come generale, ma fu sconfitto con tutto l'esercito imperiale, per una trappola tesa dai Turchi in cima a delle montagne.
Nel 1185 sostenne l'usurpazione di suo nipote, Isacco II, contro Andronico I Comneno. Isacco ricompensò Giovanni nominandolo sebastocratore, rendendolo quindi la seconda persona più importante in tutto l'impero. I rapporti tra i due parenti precipitarono, però, nel 1186, quando Giovanni represse un tentativo di indipendenza dei Bulgari: geloso del favore raccolto da Giovanni presso la popolazione di Costantinopoli, Isacco degradò Giovanni, il quale, a sua volta, sostenne l'ascensione al trono di Alessio III, il fratello di Isacco.
Giovanni morì di morte naturale nel 1200.

## Discendenza
Dal primo matrimonio Giovanni ebbe due figli:
- Isacco Angelo
- Alessio Ducas Comneno Angelo

Dal secondo matrimonio con Zoe Ducas ebbe tre figli:
- Teodoro Ducas
- Manuele Comneno Ducas
- Costantino Comneno Ducas

Dal terzo matrimonio ebbe tre figlie di cui non si sanno i nomi.

## Ascendenza
|                   |                  |                         | Genitori           |  |  | Nonni |  |  | Bisnonni |  |  | Trisnonni |  |
|                   |                  |                         |                    |  |  |       |  |  | …        |  |  | …         |  |
|                   |                  |                         |                    |  |  |       |  |  | …        |  |  | …         |  |
|                   |                  | …                       |                    |  |  |       |  |  | …        |  |  |           |  |
| …                 |                  |                         |                    |  |  |       |  |  | …        |  |  |           |  |
|                   |                  | …                       | …                  |  |  |       |  |  |          |  |  |           |  |
|                   |                  | …                       | …                  |  |  |       |  |  |          |  |  |           |  |
|                   |                  | …                       | …                  |  |  |       |  |  |          |  |  |           |  |
| Costantino Angelo |                  | …                       |                    |  |  |       |  |  |          |  |  |           |  |
|                   |                  | …                       | …                  |  |  |       |  |  |          |  |  |           |  |
|                   |                  | …                       | …                  |  |  |       |  |  |          |  |  |           |  |
|                   |                  | …                       | …                  |  |  |       |  |  |          |  |  |           |  |
| …                 |                  | …                       |                    |  |  |       |  |  |          |  |  |           |  |
|                   |                  | …                       | …                  |  |  |       |  |  |          |  |  |           |  |
|                   |                  | …                       | …                  |  |  |       |  |  |          |  |  |           |  |
|                   |                  | …                       | …                  |  |  |       |  |  |          |  |  |           |  |
| Giovanni Ducas    |                  | …                       |                    |  |  |       |  |  |          |  |  |           |  |
|                   | Giovanni Comneno | Manuele Comneno Erotico |                    |  |  |       |  |  |          |  |  |           |  |
|                   | Giovanni Comneno | Manuele Comneno Erotico |                    |  |  |       |  |  |          |  |  |           |  |
|                   | Giovanni Comneno | …                       |                    |  |  |       |  |  |          |  |  |           |  |
| Alessio I Comneno | Giovanni Comneno |                         |                    |  |  |       |  |  |          |  |  |           |  |
|                   |                  | Anna Dalassena          | Alessio Caronte    |  |  |       |  |  |          |  |  |           |  |
|                   |                  | Anna Dalassena          | Alessio Caronte    |  |  |       |  |  |          |  |  |           |  |
|                   |                  | Anna Dalassena          | Adriana Dalassena  |  |  |       |  |  |          |  |  |           |  |
| Teodora Comnena   |                  | Anna Dalassena          |                    |  |  |       |  |  |          |  |  |           |  |
|                   |                  | Andronico Ducas         | Giovanni Ducas     |  |  |       |  |  |          |  |  |           |  |
|                   |                  | Andronico Ducas         | Giovanni Ducas     |  |  |       |  |  |          |  |  |           |  |
|                   |                  | Andronico Ducas         | Irene Pegonitissa  |  |  |       |  |  |          |  |  |           |  |
| Irene Ducaena     |                  | Andronico Ducas         |                    |  |  |       |  |  |          |  |  |           |  |
|                   |                  | Maria Ducaena           | Troian di Bulgaria |  |  |       |  |  |          |  |  |           |  |
|                   |                  | Maria Ducaena           | Troian di Bulgaria |  |  |       |  |  |          |  |  |           |  |
|                   |                  | Maria Ducaena           | …                  |  |  |       |  |  |          |  |  |           |  |
|                   |                  | Maria Ducaena           |                    |  |  |       |  |  |          |  |  |           |  |